# 修羅場戀人！
《修羅場戀人！》（しゅらばら！）是岸杯也撰寫，プリンプリン插畫的日本輕小說作品，日文版為MF文庫J發行，中文版由東立出版社代理發行。本作於2011年9月15日發表由HOBiRECORDS發行廣播劇CD的消息。

## 故事簡介
八木本一大因為不想被女生討厭，對女生相當體貼，換來的卻是只被女生當成體貼的好人，一直交不到女朋友，沒想到一大的同學、打工同事和青梅竹馬竟然在同一天向他告白。可惜的是，事實上這些女生都是因為有苦衷才向他告白。修羅場戲戀愛喜劇，就以三位女生的告白揭開了序幕。

## 登場人物
以下聲優為廣播劇CD版本。
八木本一大（聲優：佐藤利奈）
本作主角。
為了交女朋友而對女生很體貼，甚至連女生和其他人約會時還能幫她們規劃行程，不過他的努力換來的只是一句「你是個好人」，一直交不到女朋友。早少女看穿他的真正想法，強迫他假裝自己的男朋友。
長久以來不斷扮演戀愛邱比特，讓他深受女生信賴，不過也因為對所有人都太溫柔，女生們都認為他大概會交不到女朋友。
實際上非常想交女朋友，不管是什麼類型的女生都能夠配合他的興趣，不過這也反映出他飢不擇食的一面。
為了讓自己能在早少女發生意外時保護她，而開始向鷹奈學習正拳攻擊與基本訓練方式。
在被早少女強迫扮演假男友的同一天，也被真愛與鷹奈要求假扮她們的男朋友，在這種莫名的狀況下腳踏三條船。雖是怨嘆但還是盡力幫助早少女等人，可說是不留餘力，但因「這是假扮」的先入觀念而沒有發覺三人對自己的真正心意。
真愛的假男友設定是作人很誠懇的平民，鷹奈的假男友設定則是比鷹奈還強的男性，因為找不到值得作戰的對象而前往海外過著與猛獸搏鬥的日子。
由於父親工作關係，母親與妹妹都前去父親工作地，現在一人留守住宅。
因為擔心會造成女生的反感，因此戀愛方面異常被動，不會明確表現出自身的好感，對女生十分溫柔，並期待哪天會被告白。此消極心態被妹妹二美點出正是讓自己與三女之間的關係陷入膠著的根本原因。
星川早少女（聲優：加藤英美里）
本作女主角之一，私底下有接聲優的工作。
為了培養自己的演技，而選上一大當自己的假男友。早少女選擇假男友的條件是對談戀愛有興趣的男生，加上一大經常扮演女生的邱比特，對戀愛很了解，所以才在一大私下在地上打滾、大喊想交女朋友的時候偷偷錄音，藉此強迫他裝成自己的男朋友。在校內與一大假男女朋友的設定是到處曬恩愛的笨蛋情侶，兩人中午吃便當以及討論事情的屋頂也被揶揄調侃過。
小學四年級時曾以童星的身份出道，在小學六年級時擔任主角位置，卻因為跟蹤狂的影響停止演藝活動，更因此受到極大的心靈創傷。對與他人接觸感到恐懼（由其是對年輕男性），曾閉門不出幾乎度過整個國中時期，但在他人介紹下轉向可以不必直接面對他人的聲優發展。
三個女生中最先知道一大腳踏三條船的人，知道這件事情讓她對一大大失所望，但在一大幫她趕走跟蹤狂後開始對他產生好感。不過因為最初自己是在利用一大，這份內疚心讓早少女遲遲不敢向其表達真實的心意。
和真愛與鷹奈是初中三年級時開始的好朋友。
第六卷尾聲被人拍到與一大在一起的畫面，從而引發不小的輿論風波，甚至傳出動畫中的聲優位置要被撤換掉。在事件一開始曾試圖利用這次事件，讓與一大間的假男女朋友變成既定事實，此行為遭到真愛嚴厲地責難。
第八卷時在文化季歌唱表演的最後，向外界坦承自己與一大之間是假男女朋友的事實，但也明確說出自己還有自己的兩位好友(真愛、鷹奈)共同喜歡一大，希望最後能被一大所選擇。此宣言得到外界普遍的好評，解除了自己聲優事業上的危機。
在三女彼此競爭中，因為與一大是同班同學，因而強調「現在」的相處。
天弓院真愛（聲優：悠木碧）
本作女主角之一。
天弓院紀念財團獨生女，雙親已故，財團唯一的繼承人，因為尚未成年，目前由親戚志束當監護人並代理財團理事職務。
沒見過世面的千金小姐，為了學習社會知識而到女僕咖啡廳打工，和一大是同事。
體質特殊，碰到電器時會導致故障發生，也因此沒有自己的手機，平時聯繫都仰賴女僕茉莉。
為了躲避志束對相親的要求而請一大假扮成她的男友。對一大的想法原本只是值得信任的男性友人，但在看著一大為自己努力的樣子，假裝的情侶關係逐漸弄假成真。
於第六卷時體認到自己與一大相處時常常帶給一大負擔，並且無法給予一大什麼，因而感到自責。
為了宣示自己的意見，於第八卷尾聲突然離家出走並造訪一大的家。第九卷在與阿姨志束交涉並取得雙方同意的平衡點後，隨即與天弓院一家的分割派與併吞派人士會面，表達出自己會認真對應身為繼承人的責任，以及日後對家族內部腐敗進行整頓的決心。並對一大表示自己希望能與之在未來長久相處，但不會束縛住一大，自己會努力經營天弓院集團，讓一大可以自由選擇自己的工作而不會受限在集團內。
在三女彼此競爭時，身為天弓院繼承人的原因，尋找的交往對象勢必會論及婚約，於是特別強調關於「未來」的約定。
冰魚鷹奈（聲優：伊瀨茉莉也）
本作女主角之一，一大的青梅竹馬，擅長空手道。
不會作菜，平常都是一大做給她吃，但從第2集開始為了做菜給一大吃而開始努力練習。
睡相很差，會有睡覺被叫醒還處在恍惚時下意識揮拳攻擊的行為。
武術才能超乎常人，小學時就能打贏自己父親，甚至曾經徒手打贏熊。
從中學開始就讀女校，因為英勇的姿態受到不少同學的仰慕，尤其受到同性學妹桃乃的熱切追求而苦不堪言，企圖靠著假男友一大讓桃乃知難而退。本身雖無自覺，但其實內心對一大已存有好感，由於自幼的環境下而難與年近的異性結交，一大可說是鷹奈唯一能平等相處的男性友人。
在對一大開始存有好感後，對於自己舉止不像一般女孩感到很在意，不過在一大對自己說「保持鷹奈的樣子就好」後感到安心，決定不再急著改變。
嚮往充滿女孩子氣的裝扮，但其實並不適合。對打扮的眼光並不好，在一大初次扮演其假男朋友身分時，甚至把一大扮成不協調感強烈的「世紀末救世主」裝扮。會央求一大替自己挑選服裝還有泳衣。
與八木本兩家十分親近，小時候兩家時常一同出遊。對一大家裡十分清楚，知道大部分東西收放在哪裡。
在三女彼此競爭時，因為是一大的青梅竹馬，於是特別強調關於「過去」的羈絆。
星川鈴音
第3集最後突然出現的以「謎之少女X」自稱的少女，長相神似早少女，剛出場就直接吻向一大，但在千鈞一髮之際被擋下。
真實身分是早少女的妹妹，非常喜歡自己的姊姊。有著天然呆的迷糊性格，因為擔心早少女與一大的關係曝光會打擊早少女的演藝事業，所以想出以長相相似的自己替代的愚蠢計畫，然而完全不考慮可行性就行動，惹出了不少風波。
是個大近視，不過認為自己戴眼鏡不好看而不願意配戴。之後因為一大的話而重新開始配戴眼鏡。
喜歡一大。第十卷時因為曉得自己不在選擇之內，於是前去向一大揮別戀情。以此舉動讓一大深刻明白多角愛情是不可能存在沒有人受傷的結局。
羊飼桃乃（聲優：大久保瑠美）
鷹奈的學妹，深愛著鷹奈。表情多變，個性上鑽牛角尖且很固執，為了確認一大是不是真的男友，提出了許多刁鑽的要求。
大船朋（聲優：金田朋子）
「甜蜜糖心（Sweet Drop）」的店長，年齡雖然有二十多歲，但外表卻像一個國中生。
繼承祖父的咖啡店，由於發覺無法調配出祖父的高品質咖啡，於是將店面轉型為女僕咖啡廳。對於料理以及咖啡調製方面一竅不通。
天弓院志束（聲優：原田瞳）
真愛的監護人，天弓院財團代理理事長。給人一種精明過頭，難以接近的感覺。但實際上出發點幾乎都是好的，也善於觀察。
在第九集面對理事三隅的要脅、甚至要對鷹奈有其他動作而真愛保護時，不但不受其要脅，而是體認到應是要改革的時機，準備要大刀闊斧、大義滅親的肅清家族內良莠不齊的敗類。
基本上都是喝不含酒精的飲料，但喝酒之後會有奇怪的舉動。
八木本二美
一大的妹妹，將要升高中，與鈴音同年。將要考一大的學校，一大希望鈴音能和二美成為朋友。
在小說第五集結尾回到八木本家，打算在這裡度過暑假的其中幾天。
洞察力非常敏銳，很快便看出早少女、鷹奈還有真愛三人是其兄一大的假女友，且三人都私下喜歡一大的事實。

## 名詞解釋
私立九比戶高校
一大和早少女就讀的高中。
甜蜜糖心（Sweet Drop）
一大和真愛打工的女僕咖啡廳，由大船朋祖父經營的「喫茶店甘露」改裝而成。
冰魚滅神流
冰魚一族家傳的古代武術，具有強大的破壞力。
聖穹女學園
鷹奈靠著運動推薦入學的知名女校。

## 出版書籍

### 輕小說
| 集數 | Media Factory  | Media Factory          | 東立出版社     | 東立出版社                                                    |
| 集數 | 發售日期       | ISBN                   | 發售日期       | ISBN / EAN                                                    |
| ---- | -------------- | ---------------------- | -------------- | ------------------------------------------------------------- |
| 1    | 2011年4月25日  | ISBN 978-4-8401-3899-4 | 2012年10月4日  | ISBN 978-986-324-045-7                                        |
| 2    | 2011年7月25日  | ISBN 978-4-8401-3968-7 | 2013年2月4日   | ISBN 978-986-324-732-6                                        |
| 3    | 2011年11月25日 | ISBN 978-4-8401-4302-8 | 2013年4月8日   | ISBN 978-986-332-372-3                                        |
| 4    | 2012年2月25日  | ISBN 978-4-8401-4391-2 | 2013年6月20日  | ISBN 978-986-332-760-8（通常版） EAN 471094554195-2（限定版） |
| 5    | 2012年5月31日  | ISBN 978-4-8401-4577-0 | 2013年8月15日  | ISBN 978-986-337-129-8                                        |
| 6    | 2012年9月22日  | ISBN 978-4-8401-4818-4 | 2013年9月30日  | ISBN 978-986-337-463-3                                        |
| 7    | 2013年3月25日  | ISBN 978-4-8401-5141-2 | 2014年1月23日  | ISBN 978-986-348-097-6（通常版） EAN 471094554308-6（限定版） |
| 8    | 2013年7月25日  | ISBN 978-4-8401-5251-8 | 2014年3月13日  | ISBN 978-986-348-465-3                                        |
| 9    | 2013年10月25日 | ISBN 978-4-04-066030-1 | 2014年7月4日   | ISBN 978-986-348-998-6（通常版） EAN 471094554350-5（限定版） |
| 10   | 2014年2月25日  | ISBN 978-4-04-066313-5 | 2014年10月16日 | ISBN 978-986-365-909-9（通常版） EAN 471094554479-3（限定版） |
| 11   | 2014年6月25日  | ISBN 978-4-04-066782-9 | 2015年1月26日  | ISBN 978-986-382-700-9                                        |

### 漫畫
- 全2冊

| 集數 | 富士見書房    | 富士見書房             | 東立出版社     | 東立出版社             |
| 集數 | 發售日期      | ISBN                   | 發售日期       | ISBN                   |
| ---- | ------------- | ---------------------- | -------------- | ---------------------- |
| 1    | 2013年3月21日 | ISBN 978-4-04-712865-1 | 2014年7月4日   | ISBN 978-986-348-081-5 |
| 2    | 2013年10月9日 | ISBN 978-4-04-712909-2 | 2014年10月22日 | ISBN 978-986-348-084-6 |